# 格利泽251
格利泽251，也被稱為HIP 33226 or HD 265866，是一顆位於雙子座的恆星，也是這個星座中最近的恆星，距離太陽系約18光年。 它位於與御夫座的邊界附近，距離亮星五諸侯一49角分；由於它的視星等為+9.89，無法用肉眼觀察到。距離格利泽251最近的恆星是格利泽268，僅約2.5光年。
格利泽251是一顆紅矮星，光譜類型為M3V，溫度約為3300 K。它的質量約為0.36個太陽質量，其半徑約為太陽半徑的36%。它的金屬量可能略低於太陽。 在紅外波長下的觀測排除了它周圍存在星周盤的可能性。

## 行星系統
2019年，通過都卜勒光譜學探測到兩顆候選行星圍繞格利泽251運行，軌道周期分別為1.74天和607天。 然而，2020年卡拉阿托天文台新研究駁斥了這兩顆候選行星，因為他們發現兩種信號都是由恆星活動引起的。根據研究中的數據，科學家宣布格利泽251有一個超級地球(格利泽251 b)環繞，軌道周期為14.238天。
| 成員 (依恆星距離) | 质量          | 半長軸 (AU)           | 轨道周期 (天)  | 離心率          | 傾角 | 半径 |
| ----------------- | ------------- | --------------------- | -------------- | --------------- | ---- | ---- |
| b                 | ≥3.3+0.4 − M⊕ | 0.0818+0.0011 −0.0012 | 14.238+0.002 − | 0.10+0.09 −0.07 | —    | —    |